# Julia Jean-Baptiste
Julia Jean-Baptiste, née en France, est une autrice-compositrice-interprète française.
Chantant en français, elle développe une musique pop et électronique, pouvant être qualifiée de contemporaine, chaleureuse ou encore mélancolique.

## Biographie

### Jeunesse et participation à laStar Academy
Originaire de Lyon, Julia Jean-Baptiste est née d'un père Martiniquais et d'une mère Lyonnaise,, et est la petite-fille de Henry Jean-Baptiste, homme politique français, député de 1986 à 2002. Elle grandit dans une famille mélomane, adepte de new wave et de bossa nova, établit dans le quartier de La Croix-Rousse de la Ville des Lumières.
Elle déclare de son adolescence avoir pris des cours de chant, s'être mise à la guitare à l'âge de 14 ans, et d'y avoir aussi débuté l'écriture de chansons. Alors au lycée, la Rhodanienne monte un groupe de musique.
Julia Jean-Baptiste a 18 ans quand elle prend part à la saison 8 de la Star Academy, diffusée sur TF1 à partir de septembre 2008,. Elle est éliminée au 5e prime.
Durant sa jeunesse, elle est un temps DJ à Lyon.

### Carrière dans la musique
À l'âge de 22 ans, Julia Jean-Baptiste s'installe à Paris où elle réalise des études de médiation culturelle et fréquente la scène indé,,. Elle s'associe alors au label Entreprise.
En 2014, elle publie son premier titre, Confetti, un « hymne jubilatoire » selon Le HuffPost. Durant la même année, elle participe au jeu télévisé N'oubliez pas les paroles ! sur France 2.
En 2014 toujours, la Française est promue chanteuse du groupe Pendentif. Avec ce dernier, elle écume les scènes et festivals, avec des concerts jusqu'en Chine et aux Balkans,.
Par la suite, Jean-Baptiste est aussi membre du groupe Nouvelle Vague,. Elle réalisera deux tournées avec ce collectif.
À l'été 2016 est publié son premier EP de 5 titres, avec notamment une reprise pop électronique de la chanson La P'tite Lady de Vivien Savage. Le Point estime cet EP « synthétique et sensuel », Libération y trouve la « chanteuse très douée, mélancolique et sensuelle ».
Après avoir arrêté ses collaborations avec Pendentif et Nouvelle Vague, elle sort en 2021 un nouvel EP chez Kwaidan Records, Solo, dans lequel elle chante sa dualité, ses doutes ou encore ses coups de blues,.
Début 2023 sort son premier album intitulé Cinérama et composé de 12 chansons,,. L'artiste déclare y dresser un « panorama de [s]es émotions », évoquant ainsi moments intimes et émerveillements simples. Madame Figaro le qualifie d'« entre disco et mélodies nostalgiques de bossa », et Le Monde l'estime « plein de charme », « dans une forme pop, aux orchestrations qui ont […] des atours de musique légère révélant toutefois de belles sophistications dans la réalisation ».

## Caractéristiques vocales
En 2018, alors chanteuse du groupe Pendentif, L'Humanité juge que Julia Jean-Baptiste a une « voix aérienne », quand Le Monde estime qu'elle apporte « ce qu'il faut de chaleur » à l'auditeur grâce à ses « chuchotements langoureux, marqués par le tropicalisme ». En 2023, Madame Figaro trouve que Julia Jean-Baptiste a un « timbre de voix grave et solaire » et que « son chant murmuré, profond et sensuel rappelle celui de Clara Luciani ».

## Influences
En 2023, elle déclare avoir pour influences la bossa nova brésilienne ou encore la musique pop anglo-saxonne.